# Phil Hicks
Phillip James "Phil" Hicks (Chicago, Illinois; 31 de enero de 1953) es un exjugador de baloncesto estadounidense que jugó dos temporadas en la NBA, además de hacerlo en la liga italiana y la liga francesa. Con 2.00 metros de estatura, lo hacía en la posición de ala-pívot.

## Trayectoria deportiva

### Universidad
Tras pasar por dos pequeñas universidades, jugó durante tres temporadas con los Green Wave de la Universidad de Tulane, en las que promedió 21,1 puntos y 11,9 rebotes por partido. En su última temporada fue elegido en el mejor quinteto de la Metro Conference.

### Profesional
Tras haber sido elegido en 1975 en la cuarta ronda por Portland Trail Blazers, fue finalmente seleccionado en la vigésimo séptima posición del Draft de la NBA de 1976 por Houston Rockets. Pero solo llegó a disputar 7 minutos en dos partidos, en los que no anotó ni un solo punto, antes de ser despedido.
Cuatro meses más tarde ficha por 10 días con Chicago Bulls, renovando contratos hasta final de temporada. Allí disputa 35 partidos, en los que promedia 2,7 puntos y 1,9 rebotes. Tras no ser renovado, firma como agente libre antes del comienzo de la Temporada 1977-78 con Denver Nuggets, disputando 20 partidos y siendo despedido en el mes de enero.
Tras no encontrar hueco en la NBA, se marcha a jugar a la liga italiana, permaneciendo durante 3 temporadas en el Banco Roma, en las que promedió 24,0 puntos y 6,8 rebotes por partido. El resto de su carrera transcurrió en Europa, jugando en el Reims Champagne Basket de la liga francesa y en el Pallacanestro Firenze de la Serie A2 italiana.

## Estadísticas de su carrera en la NBA

### Temporada regular
| Temporada | Edad | Equipo          | Liga | P  | TIT | MIN | TC  | TCA | %TC  | 3P | 3PA | %3P | TL  | TLA | %TL  | R.OF. | R.DEF. | REB | ASIS | ROB | TAP | PER | FP  | PTS |
| 1976-77   | 24   | TOTAL           | NBA  | 37 |     | 7.1 | 1.1 | 2.4 | .461 |    |     |     | 0.3 | 0.4 | .846 | 0.7   | 1.1    | 1.8 | 0.6  | 0.2 | 0.0 |     | 1.0 | 2.5 |
| 1976-77   | 24   | Houston Rockets | NBA  | 2  |     | 3.5 | 0.0 | 1.0 | .000 |    |     |     | 0.0 | 0.0 |      | 0.5   | 0.0    | 0.5 | 0.5  | 0.5 | 0.0 |     | 0.5 | 0.0 |
| 1976-77   | 24   | Chicago Bulls   | NBA  | 35 |     | 7.3 | 1.2 | 2.5 | .471 |    |     |     | 0.3 | 0.4 | .846 | 0.7   | 1.1    | 1.9 | 0.7  | 0.2 | 0.0 |     | 1.0 | 2.7 |
| 1978-79   | 26   | Denver Nuggets  | NBA  | 20 |     | 6.4 | 0.9 | 2.2 | .419 |    |     |     | 0.2 | 0.3 | .600 | 0.7   | 0.8    | 1.4 | 0.4  | 0.3 | 0.0 | 0.7 | 1.0 | 2.0 |
| Total     |      |                 | NBA  | 57 |     | 6.8 | 1.0 | 2.3 | .447 |    |     |     | 0.2 | 0.3 | .778 | 0.7   | 1.0    | 1.6 | 0.6  | 0.2 | 0.0 | 0.7 | 1.0 | 2.3 |

### Playoffs
| Temporada | Edad | Equipo        | Liga | P | MIN | TCA | TC | 3PA | 3P | TLA | TL | R.OF. | REB | ASIS | ROB | TAP | PER | FP | PTS | %TC  | %3P | %FT | MIN | PTS | REB | AST |
| 1976-77   | 24   | Chicago Bulls | NBA  | 1 | 4   | 0   | 2  |     |    | 0   | 0  | 1     | 3   | 0    | 0   | 0   |     | 1  | 0   | .000 |     |     | 4.0 | 0.0 | 3.0 | 0.0 |
| Total     |      |               | NBA  | 1 | 4   | 0   | 2  |     |    | 0   | 0  | 1     | 3   | 0    | 0   | 0   |     | 1  | 0   | .000 |     |     | 4.0 | 0.0 | 3.0 | 0.0 |